# Заради любові до Мейбл
«Заради любові до Мейбл» (англ. For the Love of Mabel) — американська короткометражна кінокомедія Генрі Лермана 1913 року з Мейбл Норманд в головній ролі.

## У ролях
- Мейбл Норманд — Мейбл
- Роско «Товстун» Арбакл — залицяльник
- Форд Стерлінг